# Cuisine ivoirienne
La cuisine ivoirienne comporte différents plats provenant de tous les groupes ethniques qui constituent la population du pays. Elle est en général très pimentée. Les pays de la sous-région, via l'immigration, ont influencé significativement la cuisine ivoirienne actuelle.

## Accompagnements
Ces accompagnements sont souvent servis avec les sauces.

### À base de manioc
- Attiéké : semoule de manioc, en général consommé avec du poulet, du poisson ou de l’œuf
- Attoukpou : variété d'attiéké plus compacte et se présentant en galettes souples
- Placali : pâte de manioc fermentée, généralement consommé avec la sauce graine, la sauce gombo ou kplala

Le placali se prépare en chauffant la pâte de manioc fermentée dans une marmite tout en remuant avec une spatule en bois jusqu’à l’obtention d’une pâte translucide.
L’attiéké et l’attoukpou sont obtenus par cuisson à la vapeur des semoules de manioc obtenues après fermentation, pressage, granulation. En ce qui concerne la semoule destinée à la confection de l’attiéké, il a été nécessaire d'ajouter une étape supplémentaire avant la cuisson, qui est le séchage. 

### À base de banane plantain
- Alloco : petits dés ou lamelles de banane plantain mûre frits à l’huile, souvent consommé avec du poisson ou de l’œuf
- Cococha (signifie banane plantain écrasé en ébrié) ou foufou de banane plantain : pâte de bananes plantains mûres obtenue par broyage dans un mortier en bois
- Foutou et foufou : banane plantain bouillie et pilée de sorte qu’elle devienne une boule, à laquelle est ajouté du manioc ou igname pilé pour donner du liant, et en général consommé avec une sauce (sauce graine, sauce claire, etc.) ; la banane plantain peut aussi être remplacé par de l'igname
- Banane bouillie : banane plantain pilée dans un mortier, puis frite a l'huile, pouvant être accompagnée de sauce tomate

### À base de riz
- Riz gras : plat à base de riz  qui comportent de la viande et des légumes.
- Riz couché

### À base de maïs
- Tô : pâte à base de farine de maïs
- Kabato : pâte semblable à la polenta, à base de farine de maïs, originaire du nord de la Côte d'Ivoire

### À base d'igname
- Igname bouilli ou frite
- Huile rouge (huile de palme)
- Foufou d'igname: pâte obtenu après le broyage dans un mortier de morceaux d'igname bouilli et mélangé avec de l'huile de palme.
- Igname frits: morceaux d'igname cuits dans de l'huile

## Sauces et plats en sauce

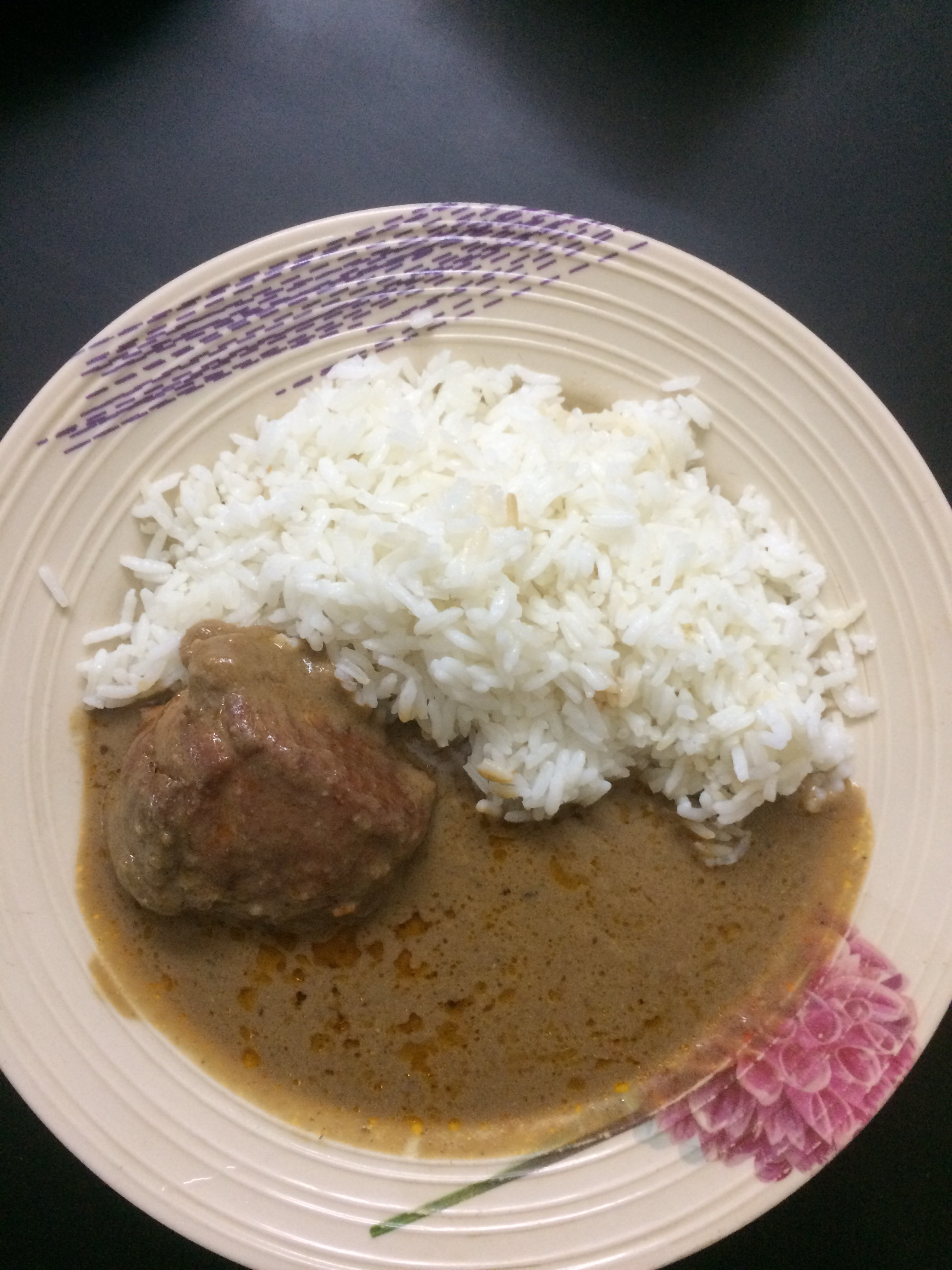
Riz sauce arachide

- Sauce graine : sauce à base de graines de palmiers à huile
- Sauce claire : sauce à base d'aubergines comprenant une épice phare en Afrique, l’akpi, une amande provenant d’un arbre fruitier de la forêt tropicale
- Sauce gombo : sauce à base de gombo frais ou poudre de gombo sec (sauce djoumblé)
- Sauce arachide : sauce principalement à base de pâte d'arachide
- Sauce arachide dah : sauce à l'arachide et aux feuilles dah
- Sauce namougou : sauce de feuilles séchées
- Sauce bawin
- Sauce kplé ba (ou sauce kaklou) : sauce gluante, originaire de l’ouest de la Côte d’Ivoire, réalisée à base de kaklou (noix de mangues sauvages)
- Sauce pistache : similaire à la sauce arachide, mais avec des pistaches blanches
- Sauce tchoron (ou tchonron) : sauce réalisée à partir de feuilles de haricots (d'origine sénoufo)
- Sauce feuille
- Sauce gnangnan (les gnangnans, ou Solanum torvum, sont de petites baies très amères avec un goût de quinquina)
- Kédjénou : ragoût de volaille ou d'escargot par cuisson à l’étouffée (kédjénou signifiant en baoulé « secoue »)
- Kplala (ou kwlala ou kolala) : sauce à base de feuilles de corète potagère (elle est appelée fakouhoy par les Songhay au Mali, adémé au Togo) ; elle est souvent accompagnée du placali ou de kabato
- Zaho : plat en sauce avec de la viande d'agouti, spécialité de l'ouest de la Côte d'Ivoire
- Gouagouassou : ragoût de viandes diverses, de poissons, cuits avec une sauce de légumes (aubergine, gombo), généralement servi avec du riz ou du foutou. En baoulé, gouagouassou signifie littéralement « met dessus ».
- Siôkô : plat typiquement bété à base de fruits secs
- Djoumgblé : gombos séchés
- N’Zassa, un mets très prisé par le peuple Akan
- Sauce n'tro : type de sauce claire spécialité des Ébriés, à l'huile de palme rouge
- Akpi
- Sauce graine à la tikriti : sauce graine aux plantes gluantes
- Arachide
- Biékosseu : originaire du pays akyé/attié  signifie littéralement sauce de piment  est un plat de piment, auquel on peut rajouter des tomates, des aubergines, de l'oignon etc, se mange accompagné d'un foutou de banane avec de la viande/poisson/escargots sautés/braisés/fumés.
- Sokossoko :  un sauté de bœuf aux oignons et à la tomate
- Soupes de pintades, biches, mouton, poulet, escargots, crabes, cabri, machoirons, etc.
- Porcodjo : porc en sauce avec des oignons.
- Soumbala lafri, au poisson ou au poulet frit : accompagné de riz, gombos, aubergines, etc.

## Viandes et barbecue
- Viande de brousse (gibier)
- Biche
- Mouton
- Bœuf
- Cabri
- Agouti, ou aulacode
- Escargots (géants)
- Poulet braisé
- Choukouya (barbecue de mouton ou de bœuf, assaisonné avec un mélange d’épices appelé kankankan ou suya et braisé et encore assaisonné, d'origine nigérienne)
- Dinde
- Pintade

## Poissons et crustacés

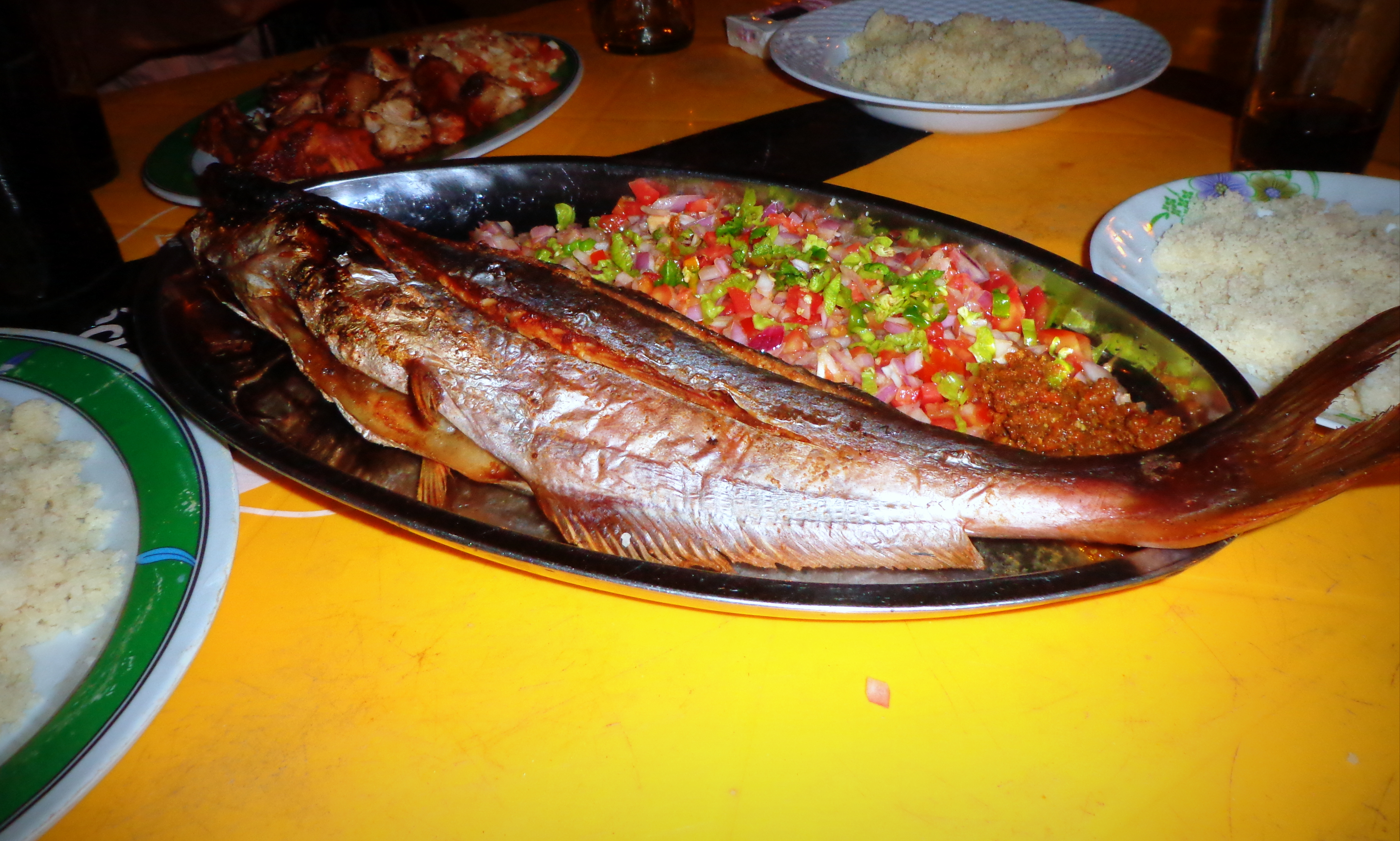
Plat de mâchoiron braisé.

- Kôssômbrô, ou cons-Rôgbo, ou encore Hen-in (sorte de coquillage conique de lagune) apprécié par les peuples lagunaires
- Gambas
- Soso (nom local du bar ou loup)
- Mâchoiron
- Thon
- Appolo
- Lame[Quoi ?]
- Mailli
- Thon
- Carpe
- Sole
- Mérou
- Silure (poisson-chat)
- Crabe de mer
- Crabe poilu
- Crevette
- Langouste
- Écrevisse
- Capitaine
- Homard
- Tilapia

## Condiments
- Gnangnan : Solanum torvum (morelle à cimes contournées, mélongène-diable, bellangère bâtarde, aubergine pois.)
- Akpi, issu du Ricinodendon heudelotii (aussi appelé Njansang, Musodo, Erimado, Corkwood, Akpi ou Essessang)

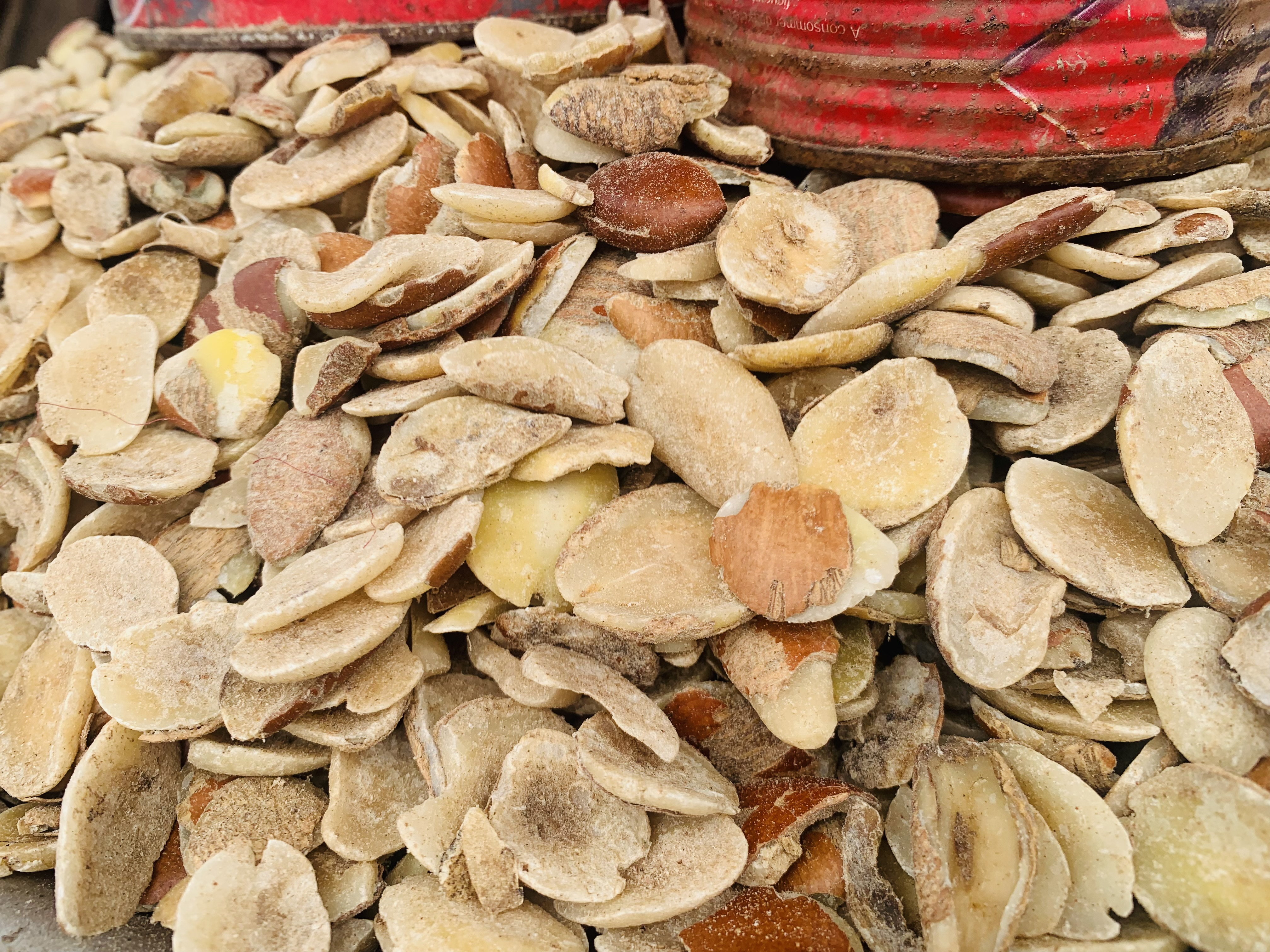
Amande d’Irvingia gabonensis ou siôkô

- Crevettes séchéesAmande d’Irvingia gabonensis ou siôkôKaklou ou Kplé : Dika - Irvingia gabonensis - Amandes de mangues sauvages (aussi appelées gbléba ou siako ou siôkô)
- Dah : Oseille de Guinée - Hibiscus sabdariffa H. asper
- Kplala : Corète potagère
- Djoumgblé : Gombo séché
- Kablé
- Aubergine
- Sokô (celosia argentea)
- Soumbala
- Thon fumé
- Gombo (abelmoschus esculentus)
- Piment
- Adjovan (poisson fermenté)
- Piment en poudre
- Bilei

## Street food

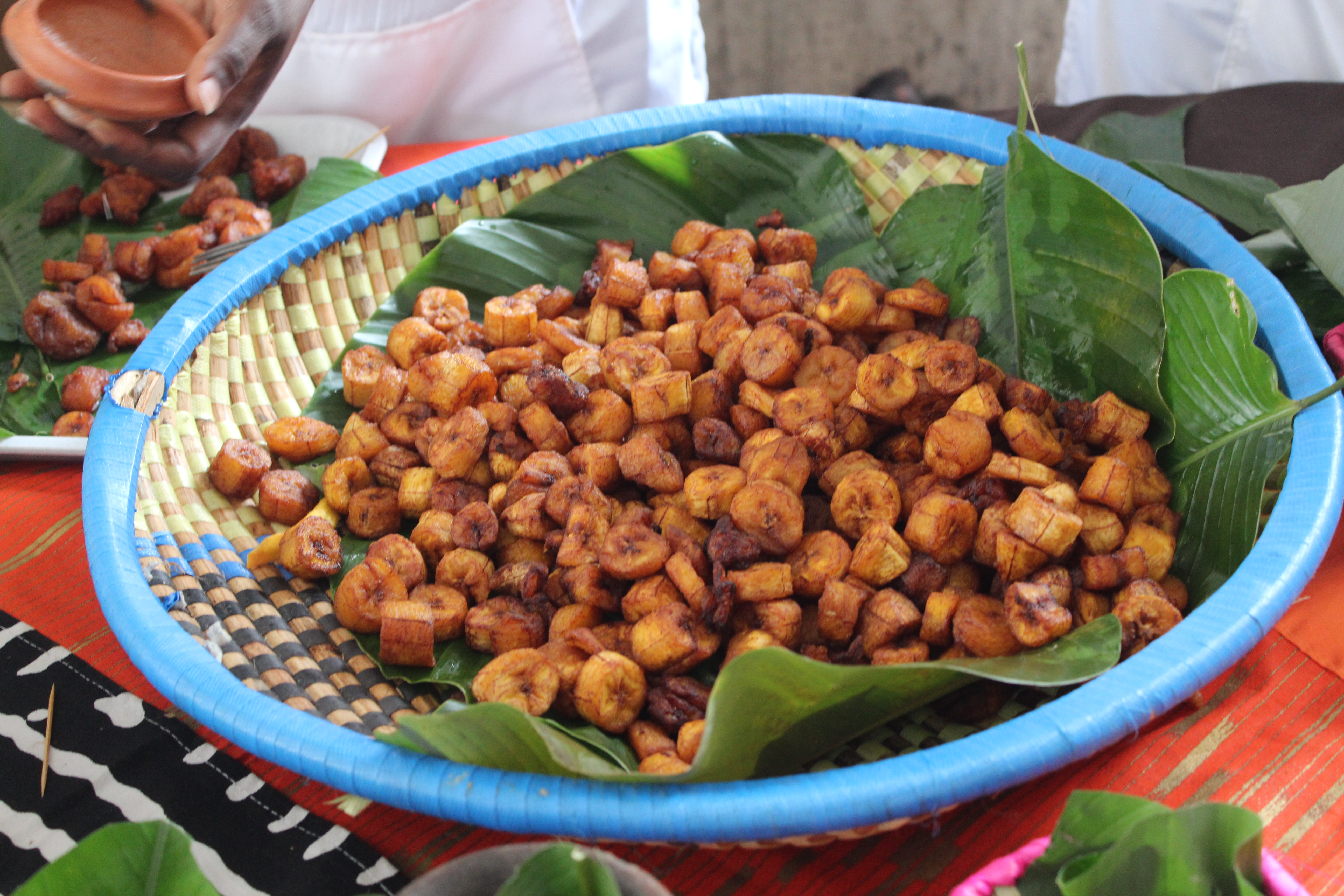
Plat d'alloco.

- Alloco (tranches de bananes plantains en friture)
- Garba (assortiment d'attiéké et de poisson thon frit garni d'oignon et de piment frais), qui est le plat national ivoirien
- Aller-retour (beignet au poisson accompagné de macaronis, tellement bon qu'on fait un "aller-retour")
- Pain-brochettes (sandwich à la brochette)
- Blissi Tebil (banane plantain braisée assortie de cacahuètes grillées)
- Boule-coco (beignets au coco râpé)
- Taro frit (tubercule frit)
- Frites d'igname
- Akouessi (pâte à base de sardines ou de maquereau, avec des aubergines, des tomates et des oignons, généralement accompagnée de plantains bouillies)
- Pain avec condiment (sandwich)
- Spaghetti au kiosque
- Akpessi, une sorte de purée d’aubergines faite avec de l’igname ou de la banane plantain, du hareng émietté et de l’huile rouge.

## Desserts, plats et boissons sucrées

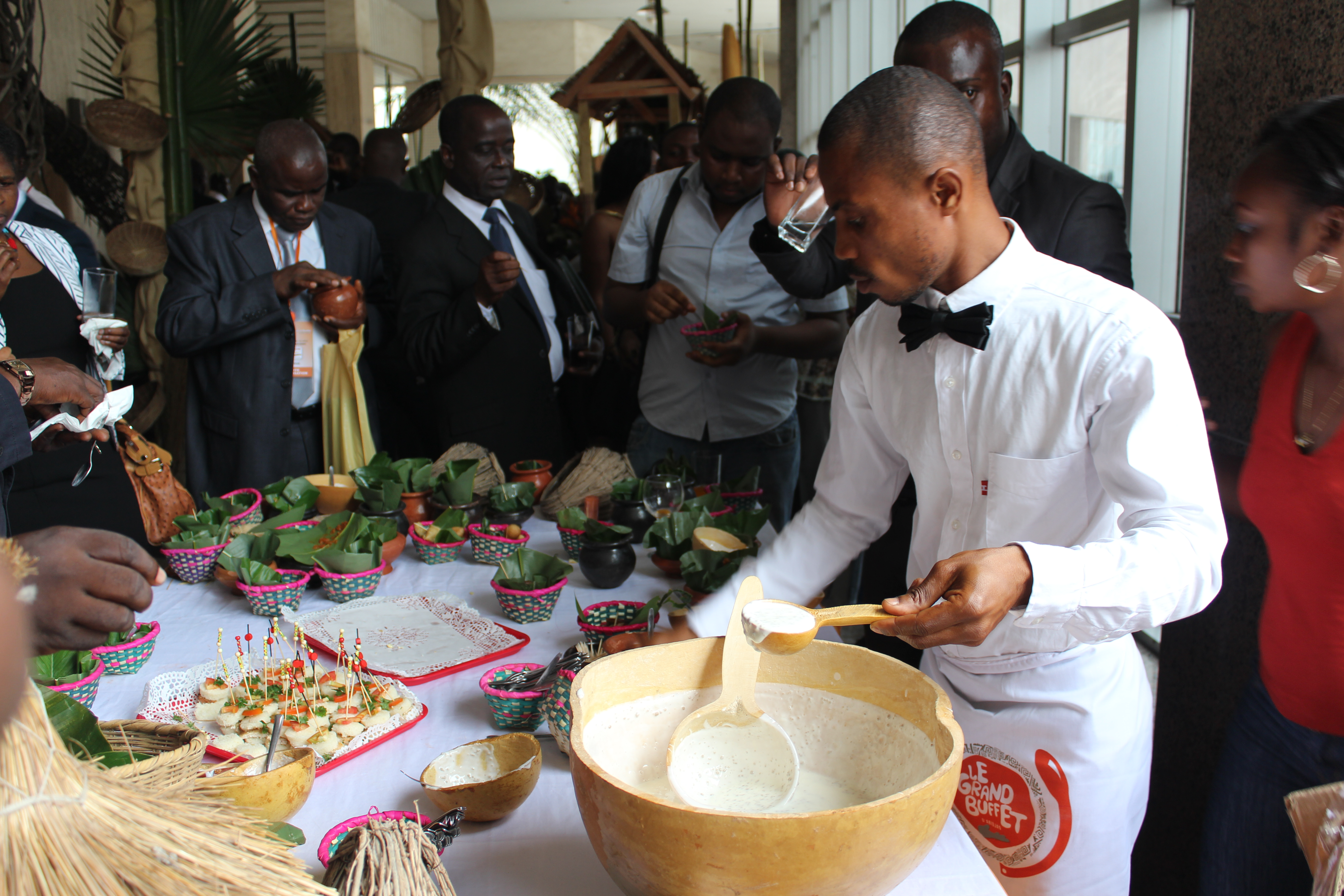
Dèguè (lait fermenté avec granulés de mil).

La cuisine ivoirienne ne compte pratiquement pas de desserts (et la plupart de ces derniers proviennent alors des pays voisins et ont été amenés par les travailleurs immigrés) car les repas, souvent caloriques, ne les rendent pas nécessaires. Par contre, elle comporte une grande variété de boissons souvent aussi venues des pays voisins.

### Boissons sucrées
- Bissap (d'origine mandingue)
- Gnamankoudji : jus de gingembre (d'origine mandingue)
- Jus de baobab (d'origine sénégalaise)
- Jus du fruit côcôta (appelé wenda au Burkina Faso)
- Jus de fruit de la passion
- Jus d'ananas
- Tomydji : infusion de tamarin

### Desserts
- Dègué : lait fermenté avec grain de mil (d'origine mandingue)
- Baka : bouillie de riz (d'origine mandingue)
- Bouillie de mil (d'origine mandingue)
- Akpè
- Pulpe blanche des fèves de cacao distillés
- Groto : yaourt à boire fait sur du bois dans une boite
- Gâteau au coco
- Gâteau maca
- Gâteau au sucre
- Coco taillé : noix de coco taillée

### Beignets
- Beignet de mil appelé GnomiGnommi : beignet de mil
- Tratra : beignet
- Gbofloto : beignet

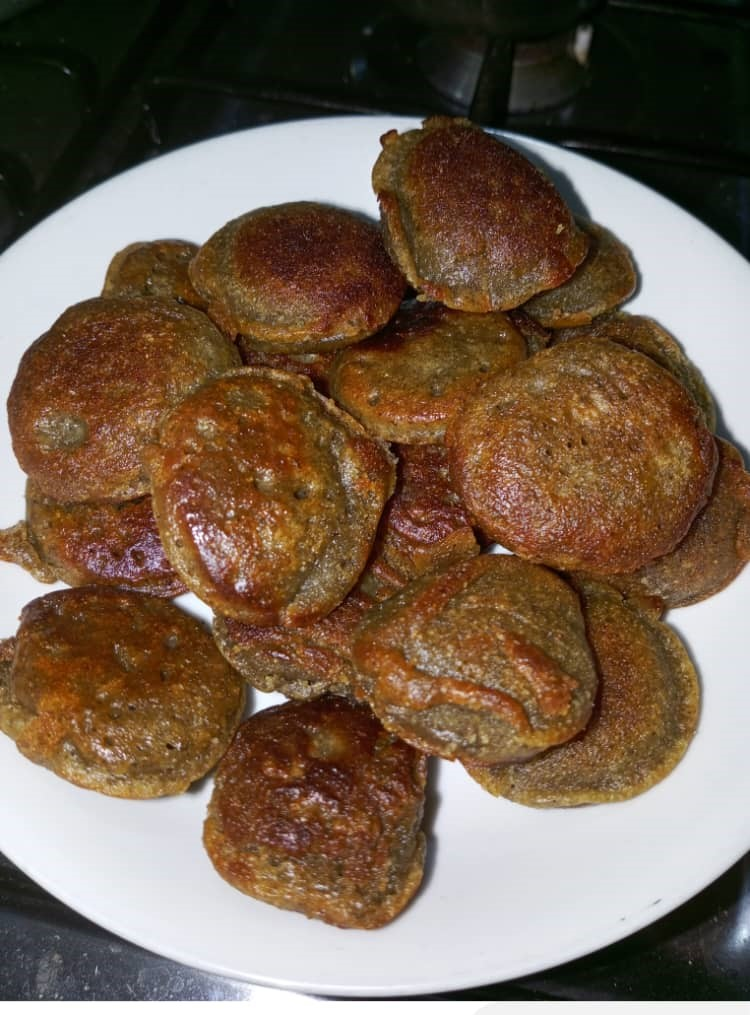
Beignet de mil appelé Gnomi

- Claclo : beignet de banane plantain

## Boissons alcoolisées
- Tchapalo : bière de maïs épicée (originaire du Nord)
- Bandji : nom local du vin de palme (qui peut être consommé dans des « bandjidromes »)
- Koutoukou (ou Kindjouss ou Gbélé) : liqueur de palme macéré avec des racines

## Galerie

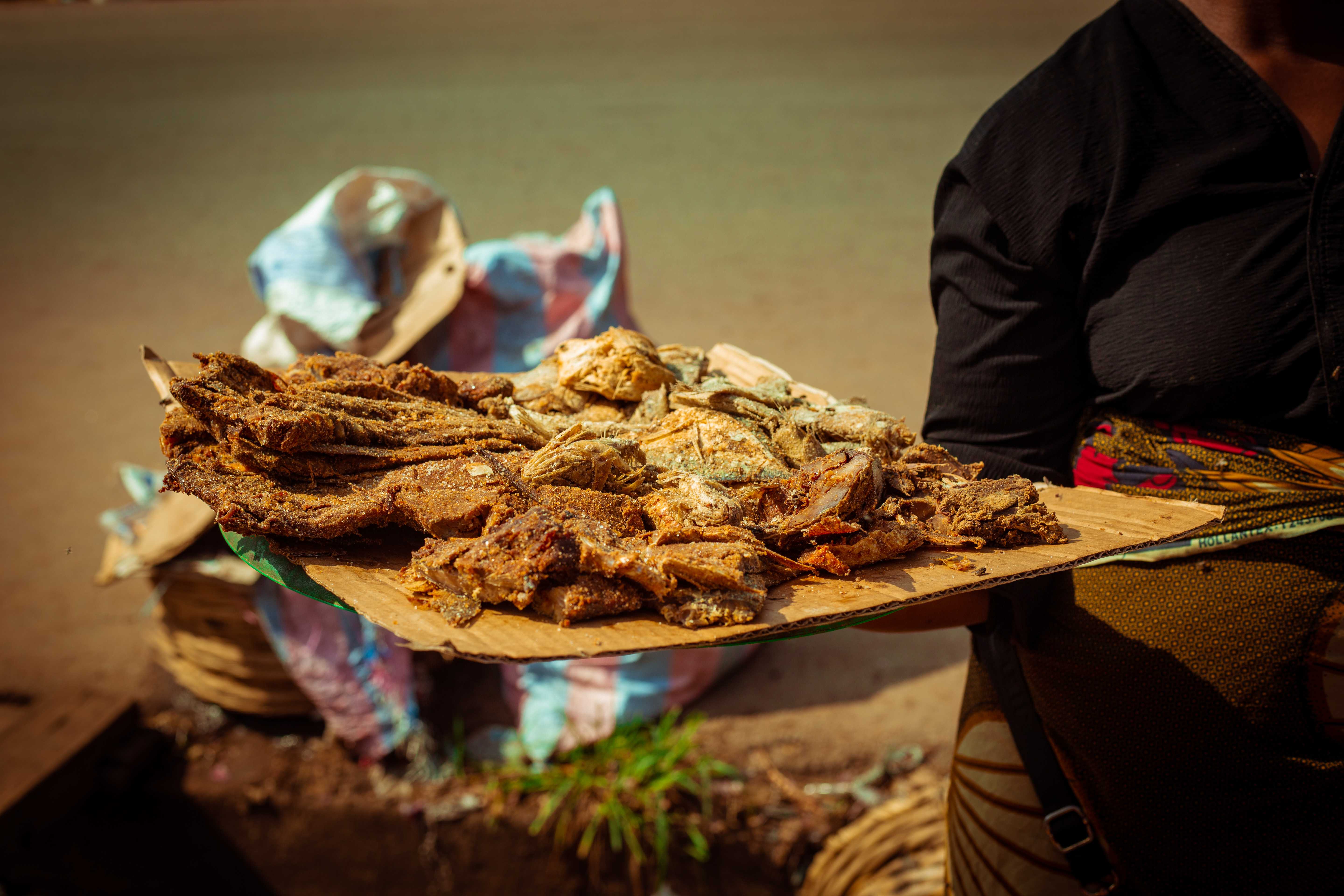
Poisson fermenté dans les mains d'une vendeuse au marché de Bouaké
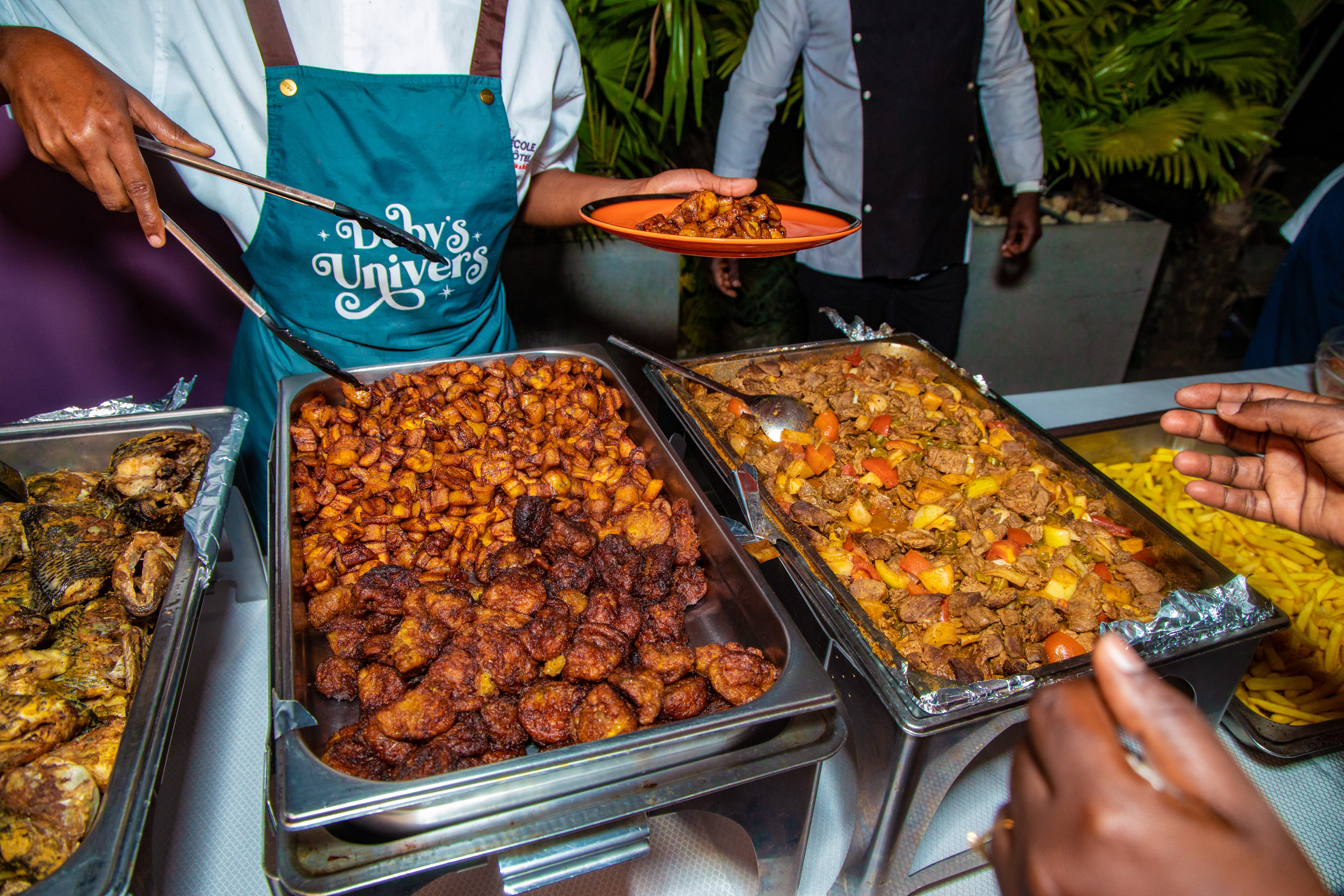
Alloco & claco servie à une réception dans un hôtel en Côte d'Ivoire
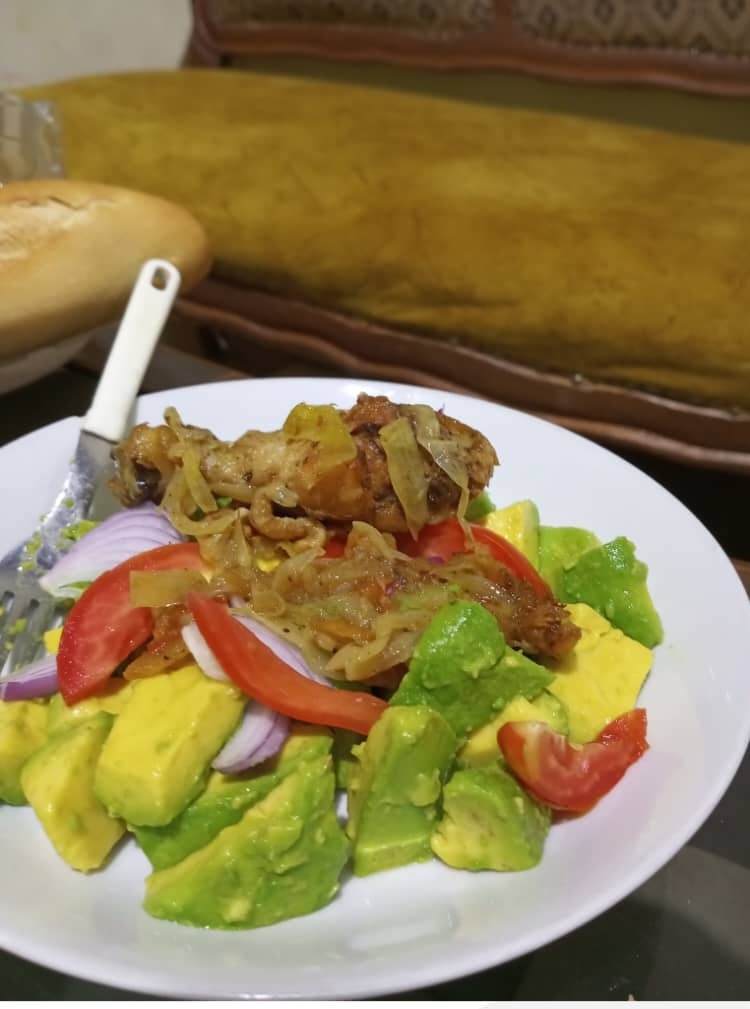
avocat au poulet servi sur assiette
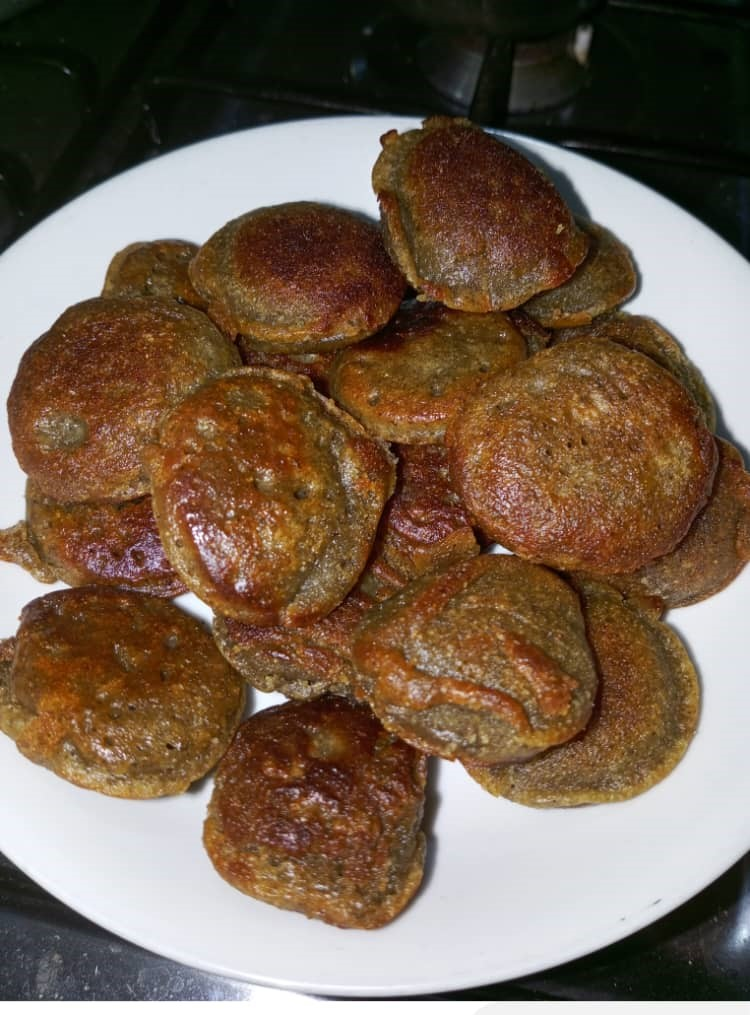
beignet Gnomi servi sur une assiette
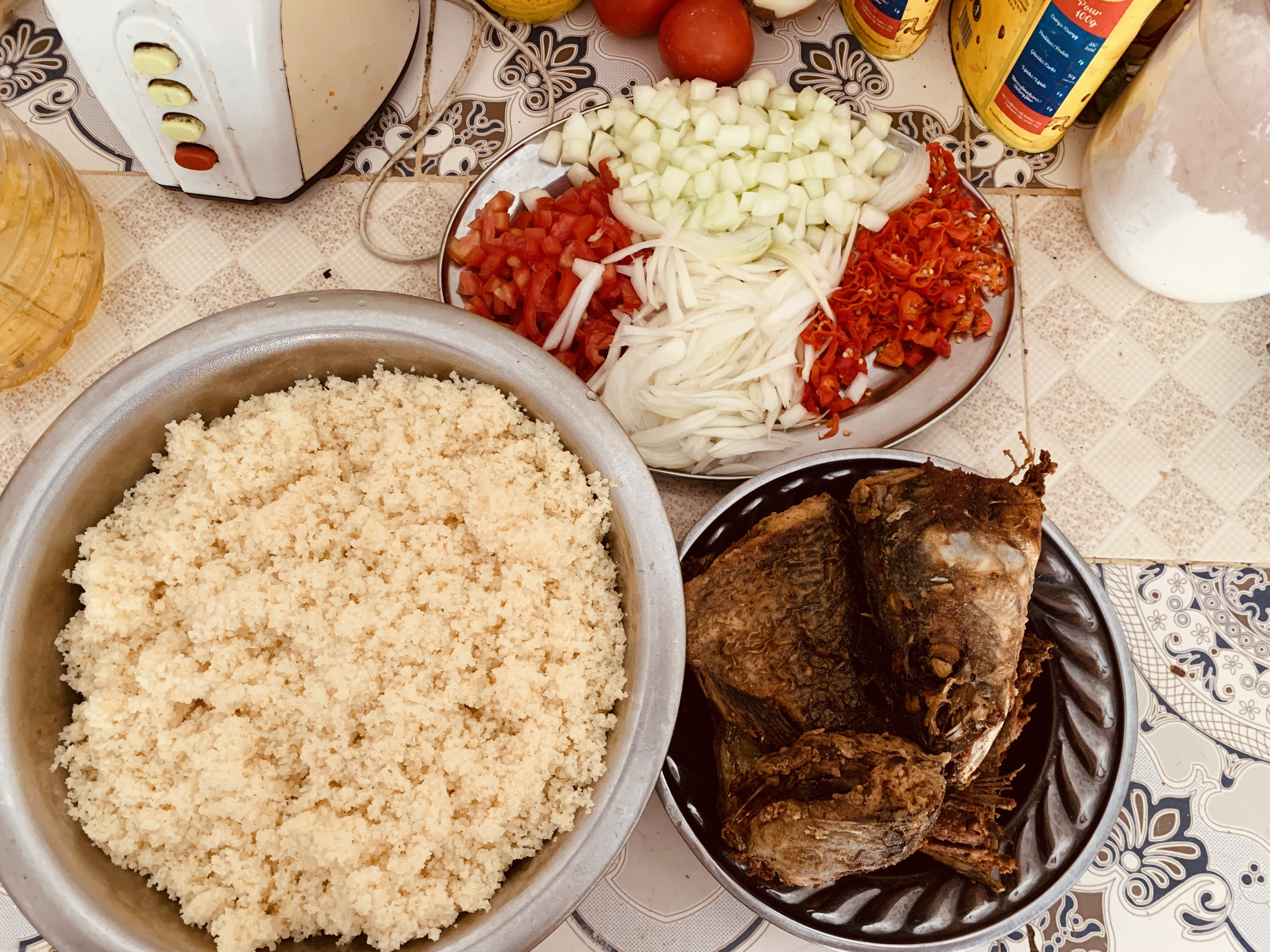
Attiéké, poisson frit et conditiment
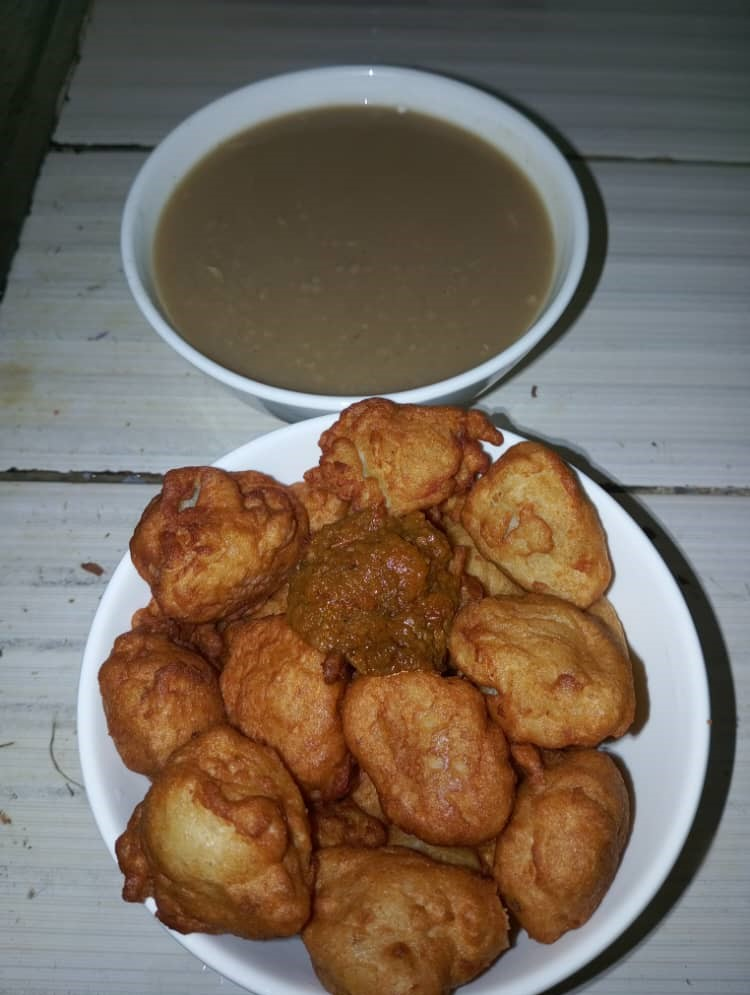
bouilli de mil et beignet d'haricot
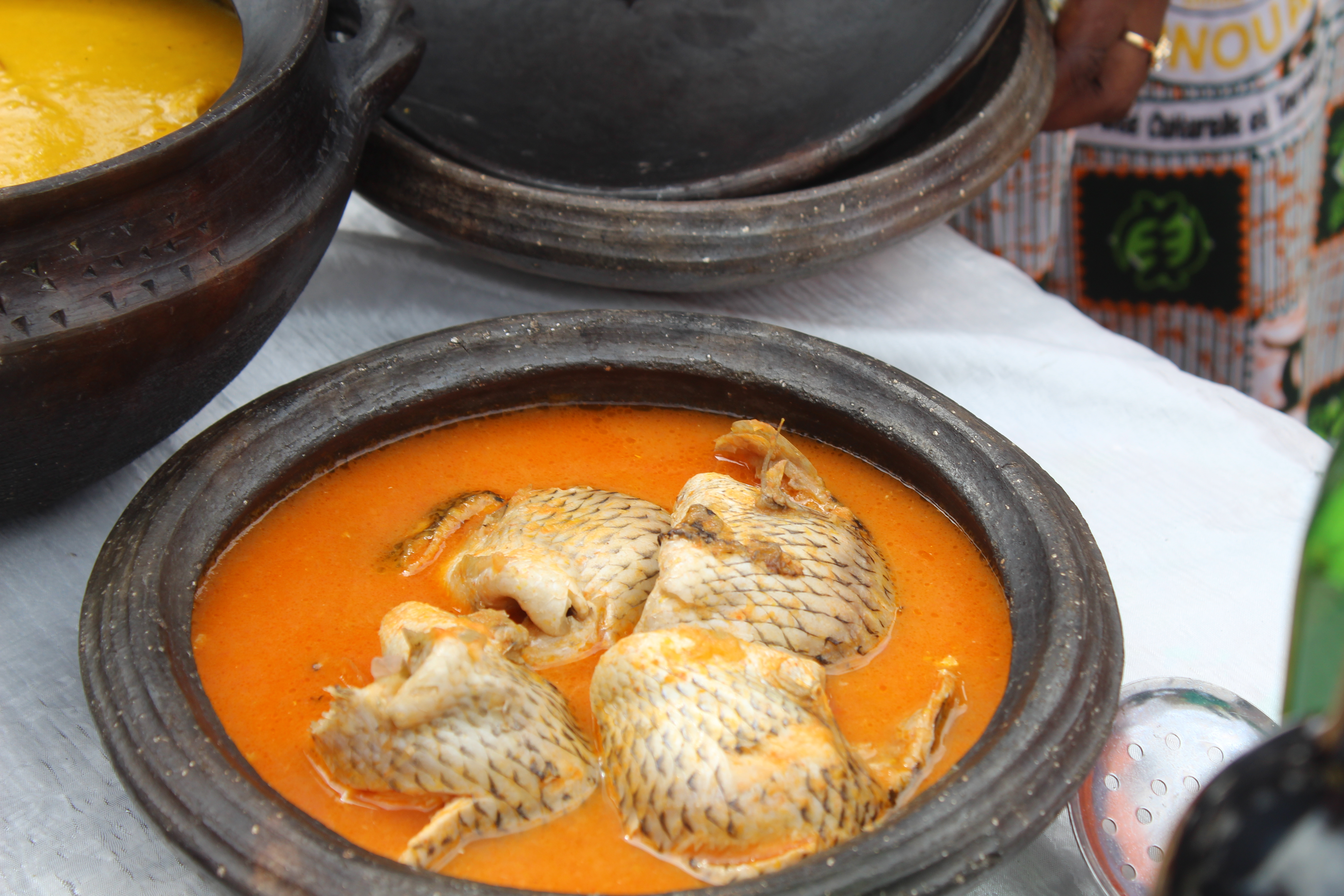
soupe de poisson servie sur une assiette
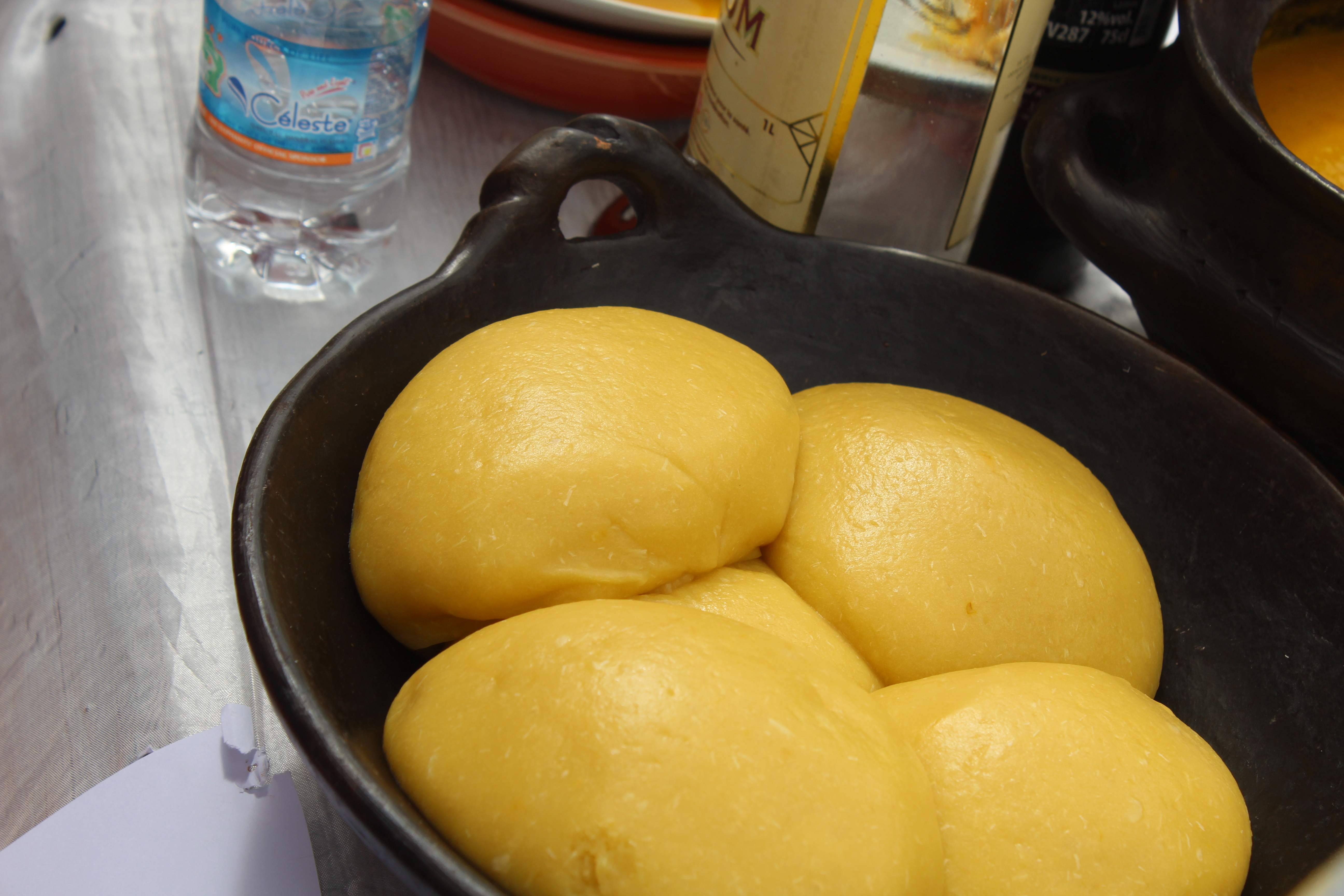
Foutou : banane plantain bouillie et pilée puis transformé en boule.

### Filmographie
- 1986 : La cuisine ivoirienne, film de Roger Pouret